# Estación de Museros
Museros es una estación de la línea 3 de Metrovalencia que se encuentra en el municipio homónimo.
Fue reinaugurada en el año 1995, con la inauguración de la línea 3. Anteriormente fue estación del trenet de Valencia. Está situada en la calle Sagunto.
La estación consta de dos vías entre dos andenes.